# Méthode immuno-enzymatique ELISA
Pour les articles homonymes, voir ELISA.

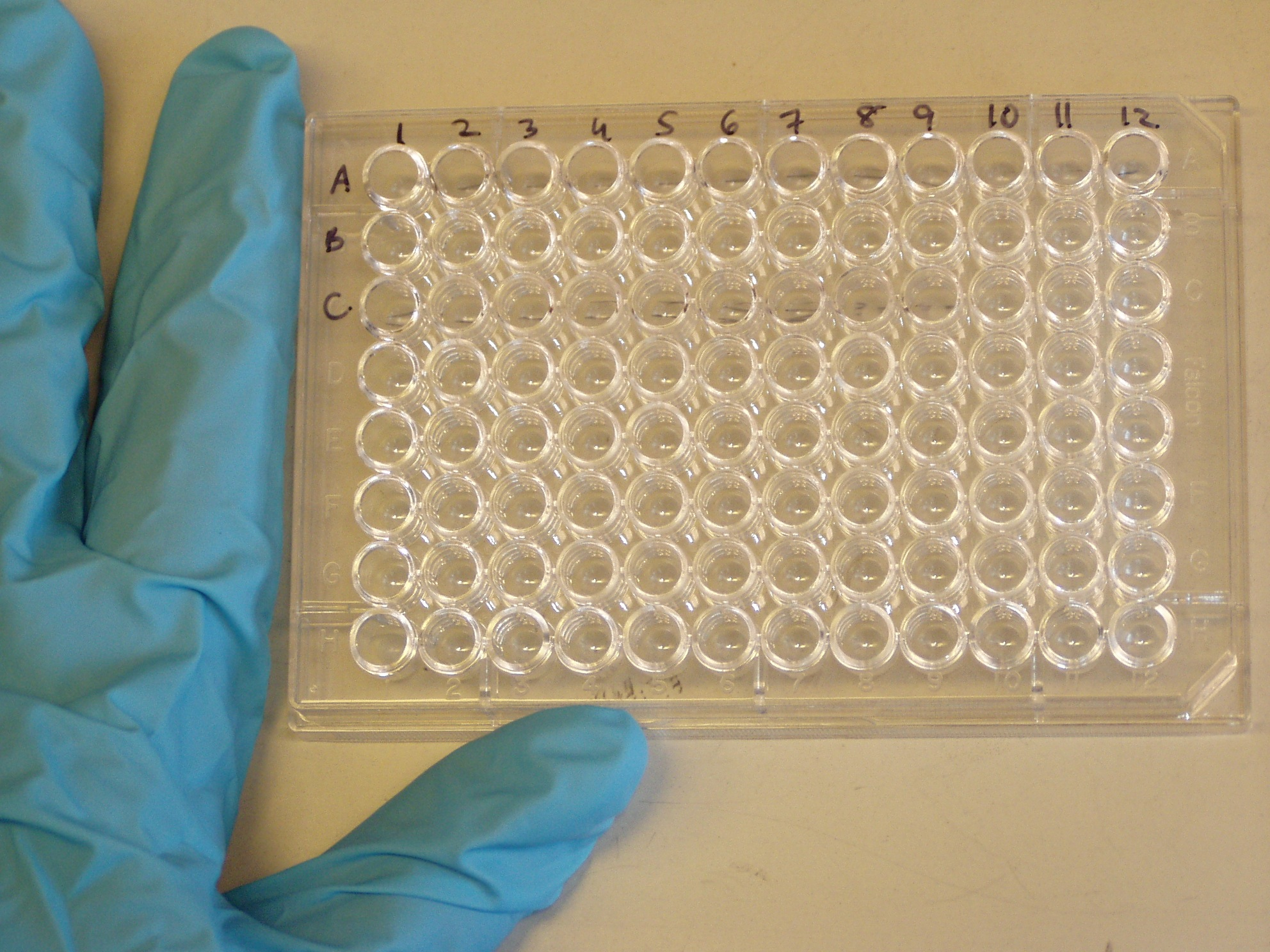
Une plaque de microtitrage à 96 puits, couramment utilisée pour les tests ELISA

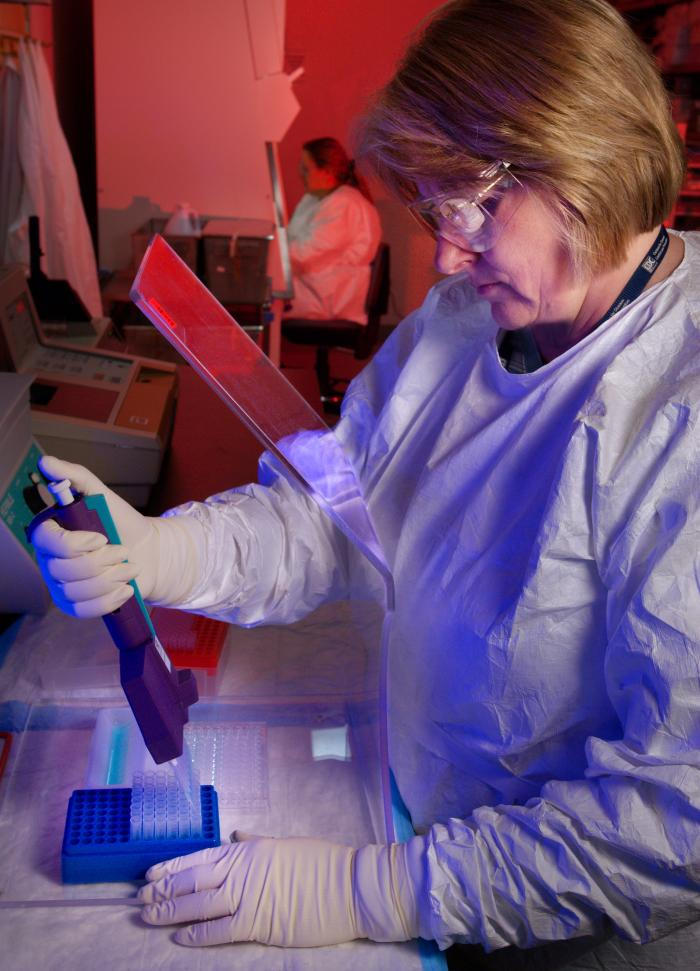
Microbiologiste utilisant un test ELISA pour le dépistage du VIH

La méthode immuno-enzymatique ELISA (de l'anglais enzyme-linked immunosorbent assay, littéralement « technique d'immunoadsorption par enzyme liée », c'est-à-dire technique immuno-enzymatique sur support solide) est un examen de laboratoire. Cette méthode est principalement utilisée pour détecter la présence d'un anticorps ou d'un antigène dans un échantillon. 
Cette méthode a été pour la première fois décrite par Eva Engvall et Peter Perlmann en 1972,. 
Cette technique d'analyse biochimique entre dans le cadre plus général des techniques de détection immuno-enzymatique (ou EIA pour enzyme immunoassays), dans lesquelles la reconnaissance d'un antigène étudié par un anticorps spécifique (ou inversement d'un anticorps étudié par un antigène) est suivie grâce à une réaction catalysée par une enzyme qui libère un composant coloré dont la quantité est dosée par spectroscopie. Pour ce faire, l'antigène est reconnu par un anticorps couplé de manière covalente à une enzyme (ou inversement l'anticorps est reconnu par un antigène marqué). La fixation de la molécule marquée entraînera après utilisation d'un substrat chromogène ou fluorogène de l'enzyme liée à l'anticorps l'émission d'un signal coloré ou fluorescent. 
Ces techniques de Bioessai sont à opposer aux dosages radio-immunologiques (ou RIA pour radio immunoassays) dans lesquels le marquage est réalisé par un radioélément dont l'activité radiologique est mesurée en nombre de désintégrations par seconde. 
Pour faciliter la mise en œuvre de la technique ELISA, notamment dans le cas d'un grand nombre d'échantillons à analyser, l'anticorps spécifique de l'antigène recherché ou l'antigène reconnu par l'anticorps recherché est lié au support utilisé qui s'en trouve recouvert, d'où le nom de technique d'immunoadsorption. Plusieurs variations de protocoles opératoires existent permettant d'augmenter la spécificité ou la sensibilité de reconnaissance de l'antigène (ELISA indirect, en sandwich ou compétitive).
L'ELISA pouvant être utilisé tant pour évaluer la présence d'un antigène que celle d'un anticorps dans un échantillon, c'est un outil efficace à la fois pour déterminer des concentrations sériques d'anticorps (comme pour le test HIV ou le virus du Nil), que pour détecter la présence d'un antigène. Il a également trouvé des applications dans l'industrie alimentaire, pour détecter des allergènes alimentaires, comme le lait, les cacahuètes, les noix et les œufs. C'est un test simple, facile d'emploi et peu coûteux. Il est limité par la disponibilité en anticorps spécifique.

## Méthodologie

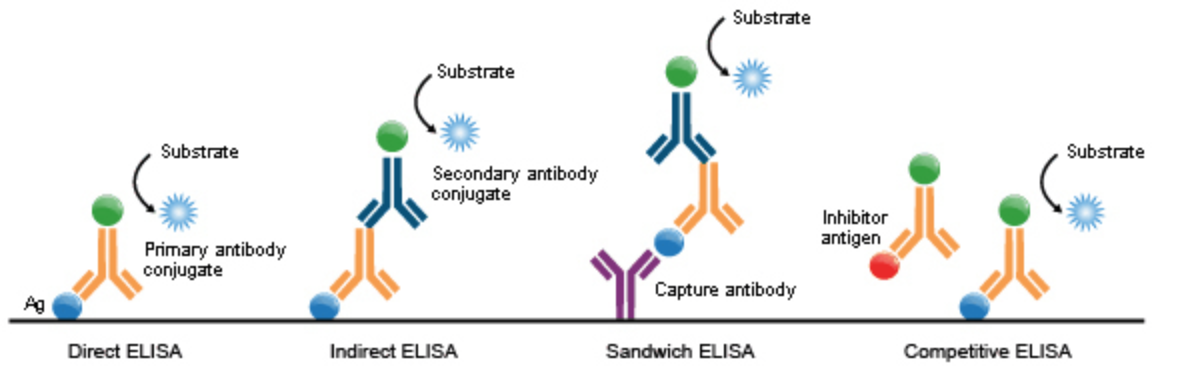
(1) La plaque est recouverte avec un anticorps "de capture" ; (2) l'échantillon est ajouté, et tout antigène présent se lie à l'anticorps "de capture" ; (3) l'anticorps de détection est ajouté, et se lie à l'antigène ; (4) l'anticorps secondaire lié à une enzyme est ajouté et lie l'anticorps de détection ; (5) le substrat de l'enzyme est ajouté et converti en une forme détectable (colorée ou fluorescente)

### ELISA indirect
Pour améliorer la sensibilité de la détection de l’antigène, l'anticorps qui reconnait l'antigène recherché peut ne pas être couplé à une enzyme mais être reconnu spécifiquement par un second anticorps qui sera, lui, couplé à une enzyme.  
L'enzyme agit comme amplificateur : quand bien même peu d'anticorps conjugués à l'enzyme seraient attachés, l'enzyme catalyserait la formation de nombreux signaux, ce qui rend ce test très sensible, mais augmente également le nombre de faux positifs. Il faut donc logiquement prévoir des puits de contrôle. 
Les étapes de l'ELISA dite indirecte, la plus couramment utilisée, pour déterminer la concentration en anticorps du sérum sont : 
1. L'application d'un échantillon d'un antigène connu sur une surface, le plus souvent celle d'un puits d'une plaque de microtitration. L'antigène est fixé à la surface, de façon à le rendre immobile.
2. Le rinçage de la plaque avec un détergent.
3. La saturation de la plaque en protéines non spécifiques, le plus souvent avec une solution de lait en poudre dégraissé suivi d'un rinçage au détergent.
4. Le recouvrement des puits (ou toute autre surface) par les échantillons de sérum à tester (ou tout autre échantillon), dont la concentration en anticorps est inconnue, et habituellement dilués dans le sérum d'une autre espèce. L'utilisation de sérum d'une autre espèce empêche la liaison à l'antigène par des anticorps non spécifiques contenus dans le sang du patient.
5. Le rinçage de la plaque, de façon à retirer les anticorps non liés. Après rinçage, seuls les complexes antigène-anticorps demeurent attachés à la surface du puits.
6. L'ajout aux puits des anticorps secondaires qui se lieront à l'anticorps primaire, (il s'agit dans ce cas d'une antiglobuline). Ces anticorps secondaires sont couplés à l'enzyme modificatrice de substrat qui permet de suivre l'évolution de la réaction.
7. Le second rinçage de la plaque, de sorte à éliminer les anticorps non liés.
8. L'application d'un substrat qui, s'il est converti par l'enzyme, émet un signal chromogénique ou fluorescent.
9. La quantification du résultat, à la vue ou, le plus souvent, par spectrophotométrie ou tout autre appareil d'optique.

### ELISA en sandwich
L'ELISA en sandwich est une variante moins commune (en clinique) de cette technique, utilisée afin de détecter un échantillon d'antigène dans le sérum ou tout autre échantillon. Cette technique est par contre d'un usage très courant en recherche.
Le procédé se déroule, dans ses grandes lignes, comme suit :
1. Une surface est préparée et une quantité connue d'anticorps dit de capture y est liée.
2. L'échantillon contenant l'antigène est appliqué à la plaque.
3. La plaque est rincée, de façon à éliminer l'antigène non lié.
4. Les anticorps conjugués à l'enzyme sont ajoutés.
5. La plaque est rincée une deuxième fois.
6. Le substrat convertible par l'enzyme en signal fluorescent est ajouté.
7. Le résultat est analysé « à l'œil » ou dans un spectrophotomètre spécialement conçu pour accepter directement les plaques de 96 puits.

Toutefois, ainsi qu'illustré, il existe le plus souvent une étape supplémentaire, l'addition d'anticorps de détection, afin d'éviter de créer des anticorps conjugués à l'enzyme pour chaque antigène. L'utilisation d'une enzyme couplée reconnaissant la fraction Fc des autres anticorps permet de l'utiliser dans une variété de situations et de réduire le coût de la procédure.

### ELISA par compétition
Cette variante permet le dosage d'un antigène en utilisant le principe de compétition de liaison:
1. Une plaque est préparée sur laquelle sont fixés des anticorps (en défaut).
2. Un mélange d'antigènes marqués et des antigènes à doser (non marqués) est déposé sur la plaque.
3. La plaque est rincée, de sorte que les antigènes non liés aux anticorps sont éliminés.

La compétition joue donc entre les antigènes marqués (en quantité connue) et non marqués (en quantité à déterminer) pour leur liaison aux anticorps, qui sont en défaut. Ainsi plus les antigènes à doser sont nombreux, plus leur proportion parmi les antigènes retenus par les anticorps est grande, et plus le signal sera faible. Inversement, si la concentration initiale  de l'antigène est faible, le signal sera fort.

## Applications
L'ELISA peut être réalisé à visée quantitative ou qualitative :
- dans l'utilisation quantitative de l'ELISA, la densité optique ou les unités de fluorescence de l'échantillon sont interpolées sur une courbe d'étalonnage, en général une dilution sérielle de la cible.
- un résultat qualitatif indiquera la présence ou l'absence d'un antigène dans l'échantillon. Les valeurs-seuil sont déterminées par l'analyste et peuvent être basées sur la statistique. Deux ou trois écarts-types sont généralement utilisés pour distinguer l'échantillon positif du négatif.

### Essais quantitatifs (dosages)
On utilise l'ELISA direct pour le dosage de protéines variées. Quelques exemples tirés d'application en pharmacologie médicale : hormones thyroïdiennes, concentration en médicaments (pour évaluer l'observance et/ou adapter la posologie), etc.

### Essais qualitatifs: test VIH par ELISA
L'application la plus connue du grand public est le dépistage en première ligne du VIH.
La technique ELISA permet la détection d'anticorps anti-VIH dans le sérum sanguin (d'où le terme "séropositif" ou "séronégatif). La technique présente une grande sensibilité (la plupart des cas sont détectés, et les « faux négatifs » (=tests négatifs lorsque le patient est séropositif) sont quasi à exclure, du moins si le test est réalisé dans un délai de trois mois après le contact infectant) et une spécificité acceptable (un taux faible de « faux positifs » (= test positif par réaction de l'anticorps avec un antigène non spécifique). Toutefois, en cas de sérologie anti-VIH positive, les échantillons doivent être soumis à des tests de confirmation, comme le western blot, qui utilise une technique basée sur l'électrophorèse et dont le taux d'erreur est extrêmement faible.